# The Husband Hunter
The Husband Hunter er en britisk stumfilm fra 1920 af Fred W. Durrant.

## Medvirkende
- C. M. Hallard som Sir Robert Chester
- Madge Titheradge som Lalage Penrose
- Tom Reynolds som James Ogilvy
- Minna Grey som Joanna Marsh
- Reginald Dane som Lord Bayard